# 255073 Victoriabond
A 255073 Victoriabond (ideiglenes jelöléssel 2005 UR8) a Naprendszer kisbolygóövében található aszteroida. M. Dawson fedezte fel 2005. október 30-án.